# Albuera
Albuera è una municipalità di terza classe delle Filippine, situata nella Provincia di Leyte, nella Regione di Visayas Orientale.
La municipalità si è scoperta al centro delle cronache nazionali nell'agosto del 2016, dopo che il presidente Rodrigo Duterte ha accusato di narcotraffico il sindaco di Albuera Rolando Espinosa ed il figlio Kerwin. L'amministratore locale, arresosi poco dopo alle forze dell'ordine di sua spontanea volontà, è stato trovato ucciso il 4 novembre seguente nella sua cella al Baybay City Sub Provincial Jail in circostanze molto dubbie.
Albuera è formata da 16 baranggay:
- Antipolo
- Balugo
- Benolho
- Cambalading
- Damula-an
- Doña Maria (Kangkuirina)
- Mahayag
- Mahayahay
- Poblacion
- Salvacion
- San Pedro
- Seguinon
- Sherwood
- Tabgas
- Talisayan
- Tinag-an